# Кубок СССР по лыжным гонкам 1972
4-й Кубок СССР по лыжным гонкам проводился в Бакуриани (Грузинская ССР) с 15 по 18 января 1972 года, за две недели до зимних Олимпийских игр в Саппоро. Соревнования проводились по четырём дисциплинам — гонки на 15 и 50 км (мужчины), гонки на 5 и 10 км (женщины). Параллельно проходил Кубок СССР по прыжкам с трамплина. Кубки СССР по биатлону и лыжному двоеборью проходили в Южно-Сахалинске.

### Мужчины
|                                           | Золото                                                         | Серебро                                       | Бронза                              |
| ----------------------------------------- | -------------------------------------------------------------- | --------------------------------------------- | ----------------------------------- |
| Гонка на 15 км (15 января). 60 участников | Долганов Владимир 47.34 Вооружённые Силы Новосибирская область | Скобов Юрий +0.00 «Спартак» Кировская область | Симашёв Фёдор +0.40 «Динамо» Москва |
| Гонка на 50 км (18 января). 55 участников | Веденин Вячеслав 2:33.35 «Динамо» Москва                       | Симашёв Фёдор +1.40 «Динамо» Москва           | Пронин Иван +2.45 «Труд» Ухта       |

### Женщины
|                                          | Золото                                          | Серебро                                         | Бронза                                            |
| ---------------------------------------- | ----------------------------------------------- | ----------------------------------------------- | ------------------------------------------------- |
| Гонка на 5 км (18 января). 44 участницы  | Мухачёва Любовь 20.10 «Труд» Мурманская область | Кулакова Галина +0.01 «Труд» Удмуртская АССР    | Фёдорова Нина +0.30 «Труд» Ленинград              |
| Гонка на 10 км (15 января). 43 участницы | Кулакова Галина 34.57 «Труд» Удмуртская АССР    | Мухачёва Любовь +0.55 «Труд» Мурманская область | Олюнина Алевтина +1.10 «Труд» Горьковская область |

## Личные результаты
Мужчины
Гонка на 15 км
| Место | Спортсмен         | Спортивное общество, регион            | Время |
| ----- | ----------------- | -------------------------------------- | ----- |
| 1.    | Владимир Долганов | Вооружённые Силы Новосибирская область | 47.34 |
| 2.    | Юрий Скобов       | «Спартак» Кировская область            | 47.34 |
| 3.    | Фёдор Симашёв     | «Динамо» Москва                        | 48.14 |
| 4.    | Валерий Тараканов | Вооружённые Силы Москва                | 48.16 |
| 5.    | Вячеслав Веденин  | «Динамо» Москва                        | 48.16 |
| 6.    | Геннадий Ильин    | «Спартак» Калининская область          | 48.44 |
| 7.    | Николай Антоненко | «Труд» Владимирская область            | 49.13 |
| 8.    | Иван Пронин       | «Труд» Ухта                            | 49.16 |
| 9.    | Владимир Воронков | Вооружённые Силы Москва                | 49.25 |
| 10.   | Иван Гаранин      | «Енбек» Казахская ССР                  | 49.28 |
| 11    | Николай Балашин   | «Локомотив» Ярославская область        | 49.32 |
| 12.   | Сергей Савельев   | «Буревестник» Хабаровский край         | 49,37 |
| ?     | Анатолий Акентьев | Вооружённые Силы Москва                | ?     |

Гонка на 50 км
| Место | Спортсмен         | Спортивное общество, регион      | Время   |
| ----- | ----------------- | -------------------------------- | ------- |
| 1.    | Вячеслав Веденин  | «Динамо» Москва                  | 2:33.35 |
| 2.    | Фёдор Симашёв     | «Динамо» Москва                  | 2:35.15 |
| 3.    | Иван Пронин       | «Труд» Ухта                      | 2:36.20 |
| 4.    | Николай Антоненко | «Труд» Владимирская область      | 2:36.28 |
| 5.    | Иван Гаранин      | «Енбек» Казахская ССР            | 2:37.49 |
| 6.    | Владимир Воронков | Вооружённые Силы Москва          | 2:37.54 |
| 7.    | Юрий Воодла       | «Динамо» Эстонская ССР           | 2:39.10 |
| 8.    | Валерий Тараканов | Вооружённые Силы Москва          | 2:39.27 |
| 9.    | Геннадий Ильин    | «Спартак» Калининская область    | 2:39.40 |
| 10.   | Владимир Попов    | «Труд» Владимирская область      | 2:40.30 |
| 11.   | Фёдор Кочетков    | «Локомотив» Владимирская область | 2:40.32 |
| 12.   | Анатолий Политов  | Сельские ДСО Коми АССР           | 2:40.32 |
| ?     | Владимир Тихонов  | ?                                | ?       |

Женщины
Гонка на 5 км
| Место | Спортсменка       | Спортивное общество, регион        | Время |
| ----- | ----------------- | ---------------------------------- | ----- |
| 1.    | Любовь Мухачёва   | «Труд» Мурманская область          | 20.10 |
| 2.    | Галина Кулакова   | «Труд» Удмуртская АССР             | 20.11 |
| 3.    | Нина Фёдорова     | «Труд» Ленинград                   | 20.40 |
| 4.    | Дина Григорьева   | «Локомотив» Чувашская АССР         | 20.52 |
| 5.    | Нина Шебалина     | «Спартак» Ленинград                | 20.53 |
| 6.    | Алевтина Олюнина  | «Труд» Горьковская область         | 20.55 |
| 7.    | Нина Селюнина     | «Спартак» Йошкар-Ола               | 20.58 |
| 8.    | Анна Елесина      | «Торпедо» Горьковская область      | 21.21 |
| 9.    | Жанна Елистратова | «Буревестник» Свердловская область | 21.22 |
| 10.   | Галина Пилюшенко  | Вооружённые Силы Москва            | 21.23 |
| 11.   | Нина Иванова      | «Спартак» Москва                   | 21.27 |
| 12.   | Ингрид Мягар      | «Калев» Эстонская ССР              | 21.27 |
| ?     | Вера Володина     | ?                                  | ?     |

Гонка на 10 км
| Место | Спортсменка        | Спортивное общество, регион        | Время |
| ----- | ------------------ | ---------------------------------- | ----- |
| 1.    | Галина Кулакова    | «Труд» Удмуртская АССР             | 34.57 |
| 2.    | Любовь Мухачёва    | «Труд» Мурманская область          | 35.52 |
| 3.    | Алевтина Олюнина   | «Труд» Горьковская область         | 36.07 |
| 4.    | Нина Фёдорова      | «Труд» Ленинград                   | 36.23 |
| 5.    | Галина Пилюшенко   | Вооружённые Силы Москва            | 36.35 |
| 6.    | Дина Григорьева    | «Локомотив» Чувашская АССР         | 37.05 |
| 7.    | Зинаида Амосова    | Вооружённые Силы Новосибирск       | 37.49 |
| 8.    | Наталья Ноговицына | «Буревестник» Пермская область     | 38.05 |
| 9.    | Ольга Рокко        | «Буревестник» Карельская АССР      | 38.05 |
| 10.   | Валентина Халитова | «Динамо» Ленинград                 | 38.12 |
| 11.   | Жанна Елистратова  | «Буревестник» Свердловская область | 38.13 |
| 12.   | Нина Романько      | «Динамо» Белорусская ССР           | 38.17 |
| ?     | Нина Шебалина      | «Спартак» Ленинград                | ?     |

## Командные результаты спортивных обществ
| Место | Спортивное общество | Сумма очков |
| ----- | ------------------- | ----------- |
| 1.    | «Труд»              | 509         |
| 2.    | «Динамо»            | 283         |
| 3.    | Вооружённые Силы    | 269         |
| 4.    | «Спартак»           | 246         |
| 5.    | «Буревестник»       | 202         |
| 6.    | «Локомотив»         | 160         |

## Командные результаты сборных союзных республик, областей, краев, АССР, Москвы и Ленинграда
| Место | Регион               | Сумма очков |
| ----- | -------------------- | ----------- |
| 1.    | Москва               | 343         |
| 2.    | Ленинград            | 147         |
| 3.    | Кировская область    | 130         |
| 4.    | Эстонская ССР        | 98          |
| 5.    | Пермская область     | 97          |
| 6.    | Горьковская область  | 95          |
| 6.    | Владимирская область | 95          |